# Dale Una Vuelta
Dale Una Vuelta es una entidad de carácter social, constituida como una asociación sin ánimo de lucro, con el nombre Stop Porn Start Sex. Su objetivo es ofrecer información, prevención y recuperación de las personas que tengan adicción a la pornografía o un consumo problemático.

## Historia
La denominación oficial de la asociación es Stop Porn Start Sex, aunque el nombre popular y el de la plataforma online es Dale Una Vuelta. Esta entidad, pionera en España con información sobre la pornografía y sus efectos, apuesta por una sexualidad sana, informada y responsable, donde el afecto tenga un papel protagonista; y en la que haya relaciones igualitarias y sin violencia, donde la mujer ejerza plenamente de su libertad.
Uno de los fines principales de esta plataforma es proporcionar datos, estudios e investigaciones, así como numerosos relatos y testimonios de personas que consumen de manera frecuente contenidos sexuales. El libro Dopamina, disponible en formato PDF y gratuito, recoge todos los artículos publicados por la asociación, desde el año 2016.
Dale Una Vuelta desarrolla su acción a través de una plataforma online y de diferentes redes sociales, con el fin de convertirse en una voz importante en lengua castellana con abundantes recursos sobre sexualidad, pornografía y derechos de la mujer.
 

El propio nombre de la web define la visión de esta plataforma: invitar a cada mujer y a cada hombre a "darle una vuelta" a la sexualidad saludable, a la liberación de la mujer y a los efectos de la pornografía. Parar, reflexionar, decidir y actuar. Por una sociedad mejor, más humana, más libre.

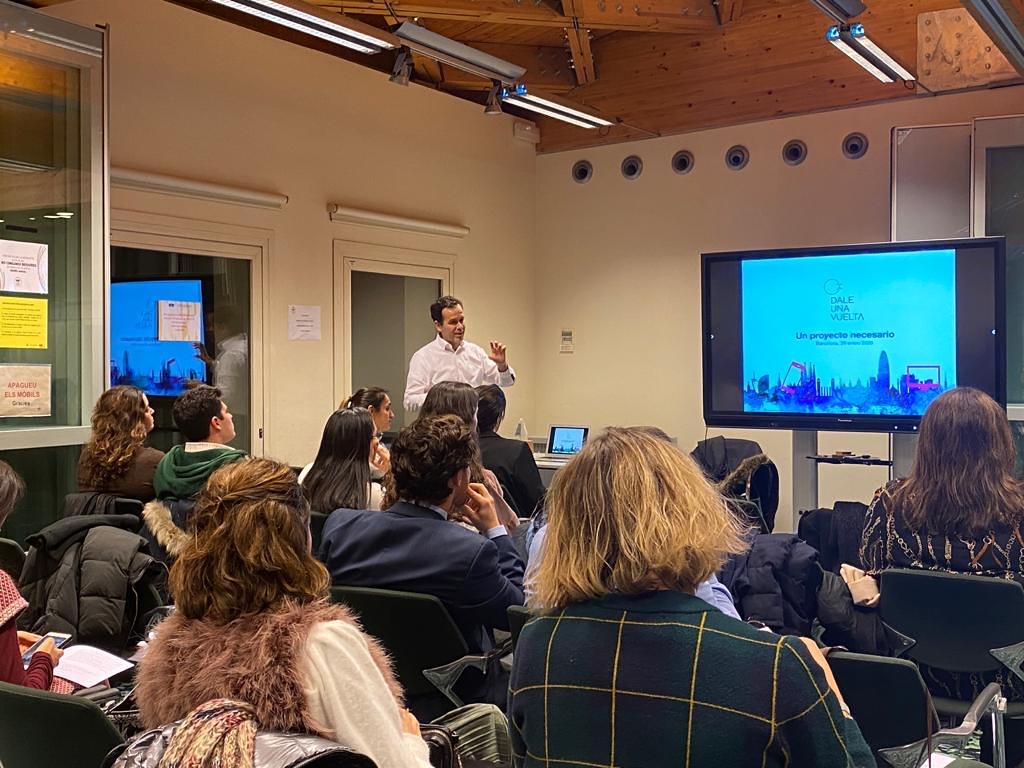
Presentación de Dale Una Vuelta en Barcelona.

Por otro lado, además de la tarea investigadora que ya ha sido mencionada anteriormente, otro de los ámbitos de actuación en los que Dale Una Vuelta pone el foco es la prevención. Con el propósito de evitar y prevenir la caída en el consumo problemático de pornografía, la intervención es aplicada desde tres vertientes. En primer lugar, se ofrecen sesiones en centros educativos dirigidas a adolescentes, padres y madres. En segundo lugar, se imparten jornadas para profesionales de la salud mental y educadores. Por último, se realizan colaboraciones con medios de comunicación para hablar de la influencia de la pornografía en la vida real, en adolescentes y adultos.
El contenido de la plataforma web de Dale Una Vuelta se ofrece en español para todo el público latino, tanto de España como de cualquier país hispanohablante. Además, con su apoyo y un mismo equipo internacional y una misma visión, se han creado entidades similares en Francia, con la asociación DeClic en 2020, y en Portugal, a través de  Dá o clique, que ha comenzado en 2021 sus actividades.
Asimismo, con el objetivo de acompañar a la persona en su recuperación, se ofrecen recursos y consejos vía online y se facilita terapia profesional, online o presencial a través del equipo clínico asesor de psicólogos y sexólogos de la asociación, garantizando una atención personalizada.